# Superior Airways
Superior Airways — канадська авіакомпанія зі штаб-квартирою у муніципалітеті Ред-Лейк (провінція Онтаріо), виконує чартерні пасажирські та вантажні авіаперевезення між невеликими населеними пунктами в північно-західній частині провінції. Компанія також організовує перевезення мобільних бригад швидкої медичної допомоги (санітарна авіація), пожежників, лісників, працівників служб охорони правопорядку, туристських груп, мисливців і рибалок.

## Історія
Авіакомпанія була заснована в 2003 році в місті Су-Лукаут (Онтаріо). Спочатку в компанії працювало три людини і був один літак. Незабаром перевізник придбав ще одне повітряне судно і змінив штаб-квартири, переїхавши в муніципалітет Ред-Лейк. Протягом наступних п'яти років Superior Airways купила ще два невеликі літаки і незабаром стане першою канадською авіакомпанією, що експлуатує повітряне судно Quest Kodiak.

## Флот
Станом на січень 2009 року повітряний флот авіакомпанії Superior Airways становили такі літаки, зареєстровані в Міністерстві транспорту Канади: